# Faroese. An Overview and Reference Grammar
Faroese. An Overview and Reference Grammar ist der Titel des bisher umfassendsten Werkes über die färöische Sprache. Da es sich an ein internationales Publikum richtet, ist es in Englisch verfasst.
Das Buch erschien im Sommer 2004 im Wissenschaftsverlag der Färöer (Føroya Fróðskaparfelag) als langfristig geplantes und ausgelegtes Werk eines Autorenteams um den isländischen Linguisten Höskuldur Þráinsson. Dem eigenen Anspruch zufolge ist es ein Handbuch, das über 500 Seiten alle Aspekte der färöischen Sprache abdeckt, namentlich: Orthographie, Aussprache (Phonetik und Phonologie), Flexionen aller Wortarten, Morphologie, Wortbildung, Syntax, Dialekte und Sprachgeschichte unter besonderer Berücksichtigung der vergleichenden Linguistik. Das alles mit ausführlichen Literaturhinweisen.
Das Buch richtet sich nach Angaben der Autoren auch an Nicht-Linguisten und Muttersprachler und ist eine Ergänzung zu jedem bisher erschienenen Färöisch-Wörterbuch.